# پوشپر

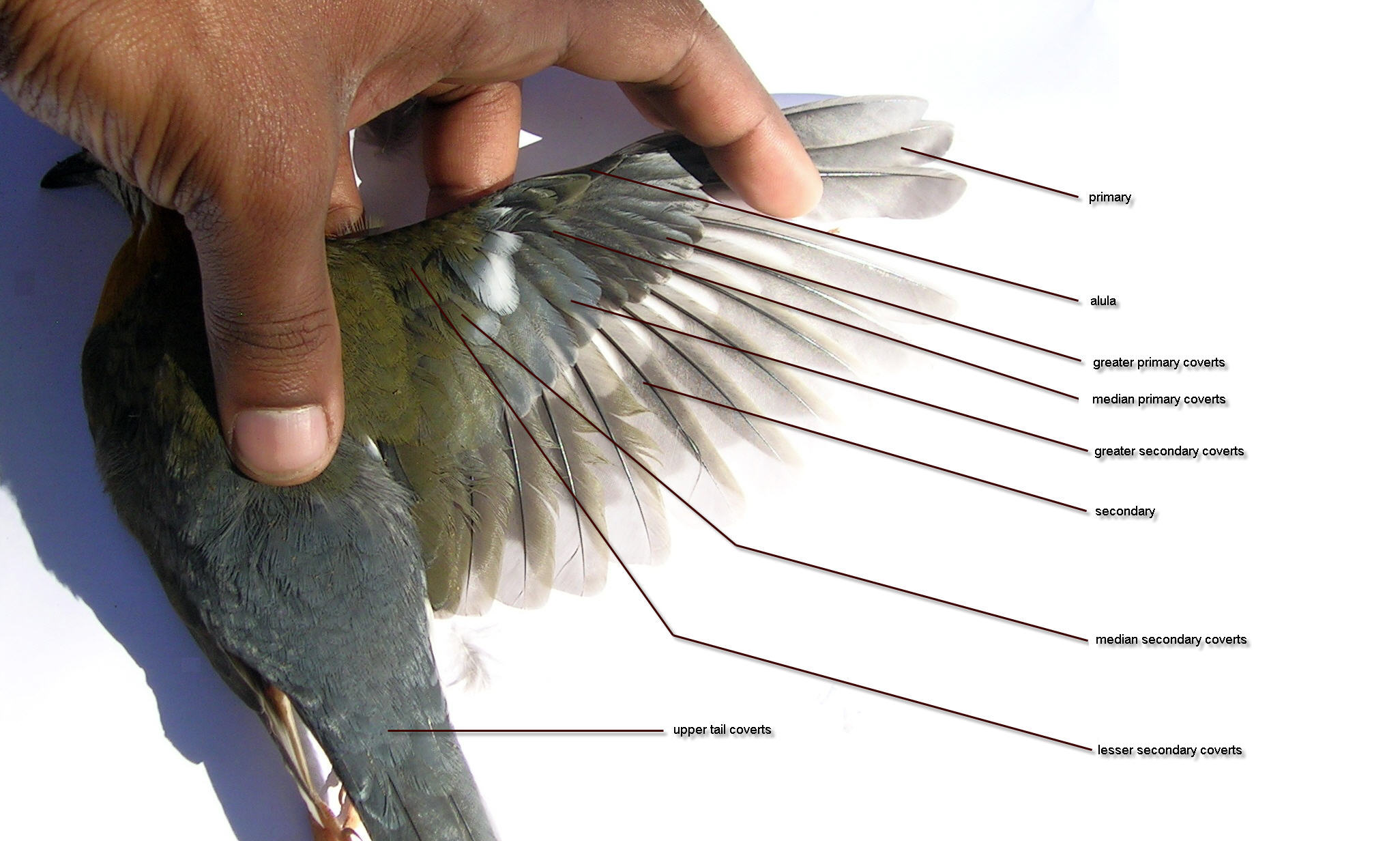
Upperwing of Orange-headed Thrush, Zoothera citrina cyanotus

در جانورشناسی به مجموعه‌ای از پرها در بدن پرندگان که مانند پوششی بر روی پرهای دیگر قرار گرفته‌اند پوشپَر می‌گویند.
پوشپرها باعث روانی جریان هوا بر روی بال‌ها و دم‌ها می‌شوند.
پوشپرهای پرندگان می‌تواند یک‌رنگ، رنگارنگ، راه‌راه یا دارای رنگی نواری باشد.

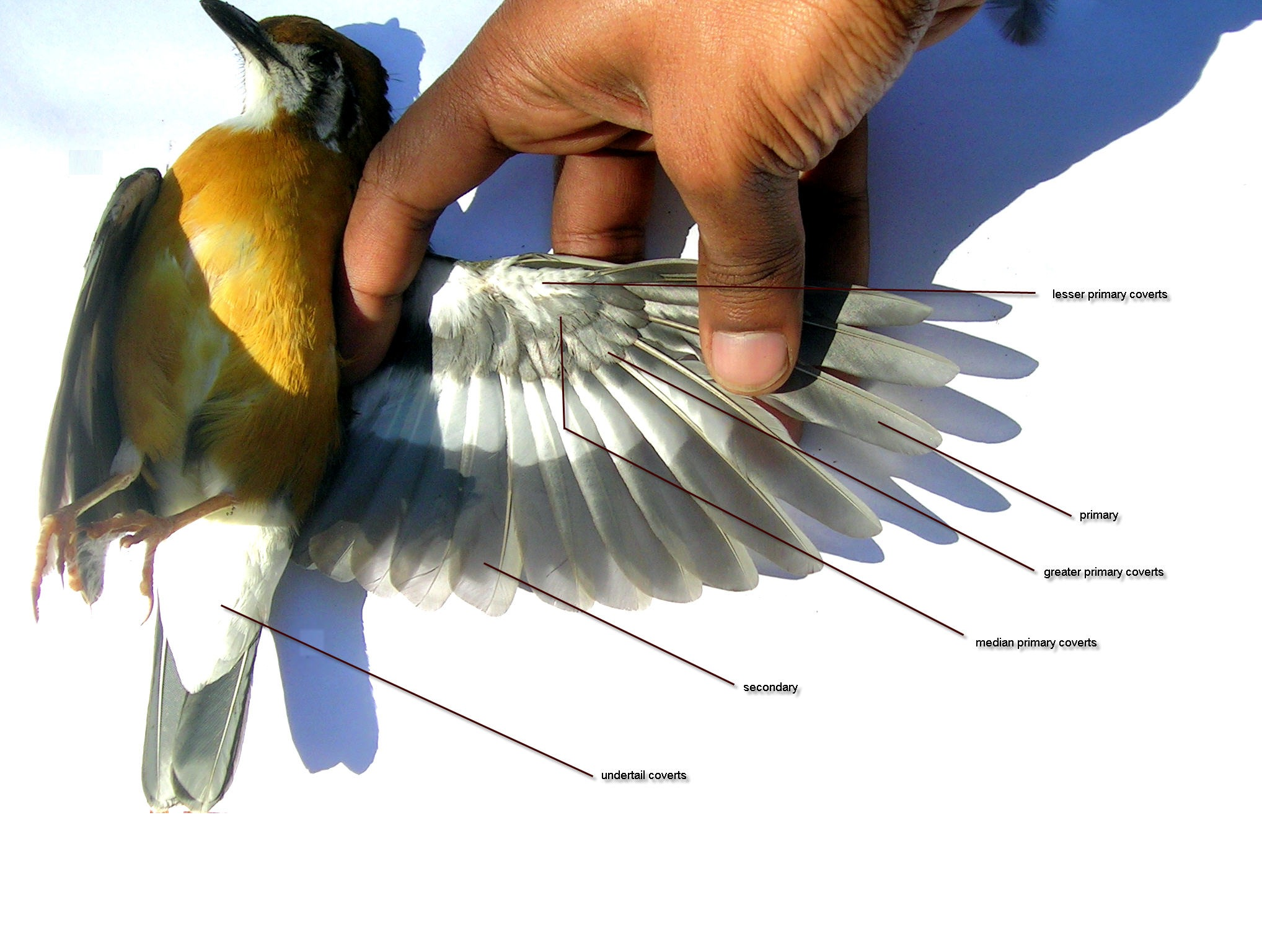
Underwing of Orange-headed Thrush

کالبدشناسی بیرونی یک پرنده: ۱-منقار ۲-تارُک ۳-عنبیه ۴-مردمک ۵-روتنه ۶-پوشپرهای کوچک ۷-سرشانه ۸-پوشپرهای وسطی ۹-شاه‌پر ۱۰-پشت ۱۱-پرهای کناری ۱۲-دمگاه ۱۳-ران ۱۴-ساق‌مچ ۱۵-ساق ۱۶-پا ۱۷-درشت‌نی ۱۸-سطح شکمی ۱۹-پهلو ۲۰-سینه ۲۱-طوق ۲۲-آویزک